# Colle della Croce
Il Colle della Croce (2.298 m s.l.m.) è un valico alpino situato nelle Alpi Cozie che mette in comunicazione la val Pellice (in Italia) con il Queyras (in Francia), dividendo dal punto di vista orografico le Alpi del Monviso dalle Alpi del Monginevro (più in dettaglio i gruppi alpini Granero-Frioland e Bucie-Cornour.).

## Accesso
Dal versante italiano il colle è raggiungibile per sentiero partendo dalla frazione Villanova (1.223 m) di Bobbio Pellice e passando dalla conca del Pra dove è situato il rifugio Willy Jervis (1.732 m).
Dal versante francese il colle è raggiungibile dalla località La Monta del comune di Ristolas.